# Juan Carlos Cobián
Juan Carlos Cobián (Pigüé, Buenos Aires, 31 de mayo de 1896 - Buenos Aires, 10 de diciembre de 1953) fue un compositor, director de orquesta, pianista y letrista de tango argentino.
Era un innovador como ejecutante y como compositor. Cuando compuso Salomé inició junto a Enrique Pedro Delfino, creador del tango Sans Souci la tendencia innovadora del "tango romanza". Como pianista, fue el primero en llenar con adornos en los bajos de los silencios de la melodía –procedimiento que sería luego sistematizado por Francisco De Caro-. Por su calidad de ejecutante y su delicadeza en la ejecución fue llamado "el Chopin del tango". Su desenvoltura al hablar, su impecable esmoquin, sus modales distinguidos y su maestría pianística fascinaban a mujeres otoñales y aristocráticas y fomentaban su bien ganada fama de don Juan. 
De los muchos tangos que escribió, algunos son considerados  verdaderos clásicos del género, como Los dopados (luego retitulado Los mareados, con letra de Enrique Cadícamo), El cantor de Buenos Aires, Shusheta,  La casita de mis viejos, Niebla del Riachuelo, Nostalgias, Rubí, El motivo (1914) y A pan y agua (1919). Todos ellos con versos de Cadícamo, incluyendo El motivo, que también tiene letra de Pascual Contursi.

## Primeros años
Era hijo del español Manuel Cobián y la argentina Silvana Coria. Nació en Pigüé, en la provincia de Buenos Aires, pero a los pocos años la familia se trasladó a la ciudad de Bahía Blanca en la misma provincia. Su hermana Dolores estudiaba piano y cuando observó su interés por el mismo y la habilidad que mostraba repitiendo los ejercicios de ella, influyó a los padres para que lo hicieran estudiar música, por lo que lo llevaron a la filial del Conservatorio Williams de esa ciudad, donde fue condiscípulo de Carlos Di Sarli. Allí estudió con Numa Rossotti, que había sido discípulo de Vincent d'Indy, en París y en 1913, a poco de fallecer su madre, viajó a Buenos Aires ya recibido.

## Sus comienzos con grandes músicos
En Buenos Aires comenzó a ganarse la vida tocando en una cervecería y en varios cines, entre ellos el Buckingham de Avenida Corrientes y Callao y el Las Familias de la avenida Santa Fe, en los que se proyectaban películas mudas. Un día le presentaron a Eduardo Arolas quien a su vez lo puso en contacto con el bandoneonista Genaro Espósito, conocido como el "Tano" Genaro y el violinista Ernesto Zambonini, autor del tango La clavada, con los cuales formó un trío. Por otra parte tocaba el piano en las clases de tango que daba Juan Carlos Herrera, un gran bailarín cuya clientela eran señoras de altos recursos.
Por esa época actuó con Julio Doutry y "Mochila" González. en el cabaré Montmartre de Corrientes al 1400, el Moulin Rouge de Rosario y en la casa de baile de "La gallega Julia" de Sáenz Peña y Garay en el cual estrenó en 1914 el tango El motivo. En 1916 participó en un trío con Eduardo Arolas en bandoneón y Tito Roccatagliata en violín, en el "Montmartre", cuyo escenario compartían con Pepita Avellaneda, la primera mujer que cantó tangos en público. Ya transformado en quinteto pasaron al cabaré L´Abbaye de Esmeralda al 500 y también tocó solo al piano en el local Parisiana, de Acevedo y Avda. Alvear. De esa época son sus tangos El gaucho y El botija.
En 1916 no se presentó a cumplir con el servicio militar obligatorio, que fue forzado a realizar tres años después, lo que hizo en Buenos Aires en el Regimiento 2 de Infantería. De ese período -sazonado con muchos arrestos disciplinarios- es el más tarde famoso A pan y agua. 
En 1922 se unió el sexteto de Osvaldo Fresedo, con el que estrenó su tango Mi refugio en el Abdullah Club de la Galería Güemes. Cuando más adelante se retiró Fresedo, formó su propio sexteto a propuesta del gerente del lugar y desde el piano pasó a dirigir a los bandoneonistas Pedro Maffia y Luis Petrucelli, los violinistas Julio De Caro y Agesilao Ferrazzano y el contrabajista Humberto Constanzo. Este conjunto quedó para la historia del tango pues significó el antecedente directo del movimiento de transformación instrumental más importante del tango. Actuaron en el Abdullah Club y grabaron para RCA Victor, incluyendo los temas de Cobián Una droga, Shusheta, Piropos y Viaje al norte.

## Primer viaje a Estados Unidos
En agosto de 1923 disolvió su sexteto, vendió su piano y los muebles de su departamento, compró un pasaje de ida y dejó todo para correr hacia Estados Unidos detrás de una cupletista española que le llevaba quince años, que había conocido en Buenos Aires. Al llegar a Nueva York nadie le esperaba en el puerto pero un compañero de viaje le consiguió alojamiento en un hotel, sugestivamente llamado "Hotel Victoria" como el posterior tango de Discépolo y unos días después lo presentó a la pianista Mabel Wayne, autora de los valses En una aldea de España y Ramona. Con el tiempo este último sería difundido en Argentina como tango con letra del íntimo amigo de Cobián, Enrique Cadícamo. Cobián, por pedido de Wayne, ejecutó un tango al piano, lo que le valió la atención del periodista y poeta mexicano Luis Sepúlveda, que estaba presente, iniciándose primero una amistad y más adelante una colaboración al ponerle Sepúlveda letra en inglés a algunos tangos de Cobián. 
Dejando atrás a la cupletista Cobián formó un pequeño conjunto bautizado "Argentan-Band" con el que debutó en el bar del McAlpin Hotel, uno de los hoteles en cuyos salones había entrado el tango. Bajo el nombre de "Carlos Cobián" en septiembre de 1925 grabó sus temas Ironía y Letanía en solos de piano, mas no tuvieron mucha difusión. En ese punto Cobián encontró un joven estudiante que tocaba el saxofón y cantaba en español llamado Rudy Vallée, que pocos años después adquirió fama como actor y cantor, e incorporó a su repertorio una letra en inglés escrita por Sepúlveda para el tango The thief, o sea, El ladrón. 
En tanto hacía y deshacía varias aventuras románticas, que incluyeron también un transitorio retorno con la cupletista, fue probando varios trabajos sin buen resultado. Tampoco tuvieron repercusión unas presentaciones especiales en la National Broadcasting para América Latina y algunas grabaciones Columbia Records que hizo con el nombre de "Carlos Cobián y su Orquesta Argentina", por lo que en los primeros meses de 1928 regresó a su Buenos Aires.

## Segundo viaje a Estados Unidos
A su regreso formó una orquesta con Francisco Fiorentino como vocalista; dirigió luego una agrupación de jazz; con Ciriaco Ortiz (bandoneón) y Cayetano Puglisi (violín) tocó en el Trío N.º 1 y volvió a organizar su típica.
Acompañado de su amigo Enrique Cadícamo en 1937 Cobián retornó a Nueva York. Se había casado en Montevideo con una mujer de buena posición con la que había tenido un romance en Buenos Aires pero al fracasar el matrimonio decidieron divorciarse y la mujer le depositó 50.000 dólares que debía cobrar en los Estados Unidos. Una vez allí comprobó que las condiciones del gusto popular no favorecían su trabajo de músico de tango y, además, rechazó por cuestiones personales algunas oportunidades que se le presentaron. Mientras mantenía un romance con la dueña del edificio donde se instaló conoció a la norteamericana Kay O'Neill y el 1 de febrero de 1938, tres meses después de su llegada a Nueva York, se casó con ella provocando la ira de la dueña, quien los expulsó del departamento..
Cadícamo tampoco tuvo suerte con sus proyectos y retornó a Buenos Aires sin concretar ninguno, por lo cual no hay certeza sobre la vida posterior de Cobián ya que este al regresar en 1943 a la Argentina luego de un paso por México nada contó sobre ese período.
Puede decirse que "indudablemente y no obstante poseer un enorme talento, su desenfrenada vida bohemia, sus borrascosas aventuras sentimentales, la despreocupación por ganar y gastar dinero, su limitada fluencia idiomática, su falta de visión para sacar ventaja de las oportunidades y el orgullo al rechazar ofertas únicas quebraron sus posibilidades de triunfar en los EE.UU.. Como consecuencia, destruyó sus posibilidades de divulgar un auténtico tango no solo en ese país sino en el mundo entero por medio del cine de Hollywood".

## Últimos años
Trabajó un tiempo en Argentina al frente de su orquesta, con la que actuó en Radio El Mundo. Luego dejó la actividad musical voluntariamente, recluyéndose en su modesto departamentito de la calle Montevideo. El 10 de diciembre de 1953 murió luego de una intervención quirúrgica que se complicó como consecuencia de su alergia a los antibióticos.
El 31 de enero de 1954, casi un mes y medio después de la muerte de Cobián, Enrique Cadícamo recibió una llamada telefónica de Kay O'Neill desde Nueva York para decirle que se había enterado del fallecimiento por una breve nota necrológica aparecida en un periódico local. A los pocos días, recibió una carta de ella manifestándole que quería saber cómo hacer para cobrar la herencia que le correspondía como esposa de Cobián.
El 31 de mayo de 2012 se inauguró un baldozón con la imagen del pianista y parte de la letra de "La casita de mis viejos" en la calle Moreno 310 de Bahía Blanca donde vivió Cobián, y lugar al que le escribió su famoso tango, que fue interpretado en el evento por la cancionista bahiense Gaby.
Pigüé y su monumento a Juan Carlos Cobián fueron el escenario de la siguiente cita en la también fría mañana del 2 de junio. Allí se colocó una plaqueta fileteada artesanal realizada por el artista Pedro Araya. Por la noche, en el Teatro Español de la misma localidad, numerosos artistas locales ofrecieron un espectáculo.
En el Festival de Tango de Buenos Aires se le recordó con el espectáculo “Nostalgias, tres ciudades” con un elenco compuesto por la cantante Gaby, Esteban Riera, Norberto Vogel y la pareja de baile de Natalia Gastaminza y Gustavo Rodríguez, en la “Usina del Arte” del barrio de La Boca, producido por el escritor balcarceño José Valle.
El 28 de septiembre de 2017 se estrenó en la Apertura oficial del 7.º Festival Nacional de Tango Carlos Di Sarli de Bahía Blanca, el documental Cobián sobre la vida y obra del músico. Escrito, dirigido, y producido por José Valle y Gabriela Biondo.

## Filmografía
- Así es el tango (1937)
- La virgencita de Pompeya (1935)

## Obras de Juan Carlos Cobián
- A pan y agua (1919, letra de Enrique Cadícamo)
- Carnavales de mi vida (Mosca muerta) (Tango)
- El Botija (Tango)
- El cantor de Buenos Aires (letra de Enrique Cadícamo)
- El gaucho (Tango)
- Gitana (con letra de Enrique Cadícamo)
- La casita de mis viejos (letra de Enrique Cadícamo)
- Los dopados (luego retitulado "Los mareados", con letra de Enrique Cadícamo)
- Mi refugio (letra de Pedro Numa Córdoba)
- Monedita de plomo (Tango)
- Nostalgias (letra de Enrique Cadícamo)
- Shusheta (El aristócrata) (letra de Enrique Cadícamo)
- El orejano
- Biscuit (letra de F. Warley)
- Mujer
- Pico de oro (letra de Enrique Cadícamo)
- Almita herida
- Salomé (letra de Enrique Cadícamo)
- Piropos (letra de Enrique Cadícamo)
- Muñeca cruel
- Has cambiado por completo (letra de Enrique Dizeo)
- Viejo bandoneón (letra de Enrique Cadícamo)
- Es preciso que te vayas (letra de Celedonio Flores)
- Lamento pampeano
- Ladrón
- ¿Me querés?
- La adivina
- Rubí (letra de Enrique Cadícamo)
- Carne y uña
- Mario
- Como un sueño
- El único lunar
- Vení, vení
- Divagando
- Niebla del Riachuelo (letra de Enrique Cadícamo)
- El campeón
- No me cortés las alas (letra de Enrique Dizeo)
- Una droga
- Hambre (letra de Enrique Cadícamo)
- Reo
- El motivo (retitulado a Pobre paica al ponerle la letra de Pascual Contursi)
- Dolor milonguero (con letra de Enrique Cadícamo)
- Volvé a mi lado (letra de Enrique Dizeo)
- La noche de los dos (música y letra de Juan Carlos Cobián)